# Lipton International Players Championships 1989
Lipton International Players Championships 1989 — тенісний турнір, що проходив на відкритих кортах з твердим покриттям. Це був 5-й турнір Мастерс Маямі. Належав до Nabisco Grand Prix 1989 і турнірів 5-ї категорії в рамках Туру WTA 1989. Відбувсь у Tennis Center at Crandon Park у Кі-Біскейні (США) з 20 березня до 3 квітня 1989 року.

## Переможниці та фіналістки

### Одиночний розряд, чоловіки
Іван Лендл —  Томас Мустер без гри
- Для Лендла це був 3-й титул за сезон і 82-й - за кар'єру.
- Мустер не зміг грати у фіналі, оскільки напередодні його збив п'яний водій.

### Одиночний розряд, жінки
Габріела Сабатіні —  Кріс Еверт 6–1, 4–6, 6–2
- Для Сабатіні це був 1-й титул за рік і 19-й — за кар'єру.

### Парний розряд, чоловіки
Якоб Гласек /  Андерс Яррід —  Джим Грабб /  Патрік Макінрой 6–3 (Грабб і Макінрой знялися)
- Для Гласека це був 3-й титул за сезон і 9-й - за кар'єру. Для Яррида це був 1-й титул за рік і 43-й за кар'єру.

### Парний розряд, жінки
Яна Новотна /  Гелена Сукова —  Джиджі Фернандес /  Лорі Макніл 7–6(7–5), 6–4
- Для Новотної це був 4-й титул за сезон і 16-й — за кар'єру. Для Сукової це був 4-й титул за сезон і 36-й — за кар'єру.